# Čednost
Čednost je izraz koji označava uzdržavanje od spolne aktivnosti s ciljem poštovanja moralnih standarda u nekom društvu. 
Pojam čednosti varira od zajednice do zajednice, a u zapadnom svijetu i među sljedbenicima abrahamskih religija pod time se obično podrazumijeva dobrovoljna seksualna apstinencija, odnosno uzdržavanje od spolne aktivnosti s bilo kojom osobom osim vlastitog bračnog partnera. Čednost bi stoga trebala podrazumijevati ustručavanje od predbračnog i vanbračnog spolnoga odnosa. 
Čednost se ogleda u govoru, načinu odijevanja i ponašanju te pomaže pri dozrijevanju čistoće. Ona poštiva tijelo i dostojanstvo drugih.
U Katoličkoj se Crkvi čednost smatra jednom od sedam vrlina. Kod Mormona pravila poznata kao Zakon čednosti imaju značajnu ulogu u životu vjernika.

## Vanjske poveznice
- Catechism of the Catholic Church (III.2.I)
- Early Shaker Writings Relating to Sexual Abstinence
- Catholic Encyclopedia: Chastity